# Boylston (Massachusetts)
Boylston es un pueblo ubicado en el condado de Worcester en el estado estadounidense de Massachusetts. En el Censo de 2010 tenía una población de 4.355 habitantes y una densidad poblacional de 85,13 personas por km².

## Geografía
Boylston se encuentra ubicado en las coordenadas 42°21′18″N 71°42′58″O / 42.35500, -71.71611. Según la Oficina del Censo de los Estados Unidos, Boylston tiene una superficie total de 51.16 km², de la cual 41.6 km² corresponden a tierra firme y (18.69%) 9.56 km² es agua.

## Demografía
Según el censo de 2010, había 4.355 personas residiendo en Boylston. La densidad de población era de 85,13 hab./km². De los 4.355 habitantes, Boylston estaba compuesto por el 93.25% blancos, el 0.69% eran afroamericanos, el 0.21% eran amerindios, el 3.65% eran asiáticos, el 0% eran isleños del Pacífico, el 0.67% eran de otras razas y el 1.54% pertenecían a dos o más razas. Del total de la población el 1.47% eran hispanos o latinos de cualquier raza.